# Gli ermellini neri
Gli ermellini neri è un romanzo di Michele Prisco, pubblicato nel 1975. Il libro è stato tradotto in inglese.

## Trama
La narrazione è sempre in prima persona. Si tratta del diario di Alvaro Surace (il protagonista), letto da un anonimo testimone, che interviene con articolati commenti.
Diario di Alvaro - Il giovane Alvaro Surace, di circa 26 anni, espone la storia della sua famiglia, asserendo che entrambi i genitori ebbero ripetute difficoltà nel pronunciare le promesse matrimoniali, a causa di turbe psichiche che resero necessari per entrambi degli esorcismi. All'arrivo di un figlio maschio, inatteso, fecero voto di consacrarlo al sacerdozio. Così Alvaro si ritrova in seminario, ignaro di questi problemi e convinto che non ci fossero scuole più vicine.
L'ambiente, decisamente rigido fino alla grettezza, viene quasi rischiarato dalla presenza di un ragazzo biondo e chiaro, Sebastiano Caravate. Divenuti amici, i due si lasciano andare a discorsi sul demonio e ben presto nel collegio avvengono alcuni crimini. La biblioteca è preda di un incendio, ma Sebastiano che lo ha appiccato, sveglia tutti e li costringe a mettersi in salvo. Poi viene ucciso un grosso cane, quindi un seminarista di nome Fiore. La scenografia è sempre molto accurata, e Alvaro comprende al volo che è stato il suo amico. Ma Sebastiano non attende una delazione e confessa spontaneamente ogni cosa. Ritenuto semi-infermo di mente, è rinchiuso in manicomio.
Intanto Alvaro ha detto alla madre di non volere il sacerdozio e, nonostante ella lo supplichi di salvarli tutti dal demonio, il giovane se ne va in città. Per due anni vive come molti oziosi, giocando d'azzardo e ricevendo denaro dal cognato Silvestro che lo asseconda, anziché responsabilizzarlo. Poi, dopo aver incontrato don Sabatino, prete che si dedica al recupero della gioventù disgregata, Alvaro ottiene un posto in un istituto per ragazzi disadattati.
Qui conosce la signora Stella, persona di grande serietà e capacità lavorativa. La donna, avendo perso un pensionante da poco tempo, consente a dare in subaffitto una camera ad Alvaro. La casa è un po' fuori città; si tratta di una villa signorile con un parco, occupata da una famiglia nobile e qui, Stella e il suo figliolo Simone occupano un appartamento in affitto. Intanto nella famiglia di Alvaro è avvenuta una nuova tragedia: la sorella Palma (Palmina) muore cadendo dalle scale. Arrivato per i funerali, Alvaro vuole la verità e scopre che la poveretta è caduta in preda a convulsioni terribili. Allora Alvaro non vuol più tornare e si annida dalla signora Stella.
Un passo alla volta, Alvaro compie una duplice seduzione, dapprima verso la donna (che è vedova), quindi verso il ragazzo (molto immaturo, ma non affetto da vere patologie). Alvaro asserisce che "loro", Stella e Simone, hanno bisogno di lui e che per suo conto egli ha solo favorito circostanze che si sono presentate al di là del suo volere. Intanto però, per rendere completa la sua opera, fa in modo di spingere la madre e il ragazzo in una relazione incestuosa, convincendoli che, dovendo Simone conoscere la donna, meglio conosca sua madre, date le sue fragilità.
Ma le vittime di Alvaro si ribellano e minacciano una denuncia per plagio. Immune da ogni scrupolo, Alvaro va a trovare nel manicomio l'ex compagno Sebastiano e si sente dire senza mezzi termini che lui, non Sebastiano, è responsabile delle azioni in seminario, perché, secondo Sebastiano, Alvaro gode in presenza del male. E quindi Sebastiano sarebbe stato tanto folle da accontentarlo. Ma ancora Alvaro non si piega e quando lo raggiunge la denuncia per plagio, si nasconde con la complicità del cognato Silvestro e passa il tempo a scrivere il suo diario.
Diario dell'anonimo testimone - Il secondo narratore è a sua volta un dipendente dell'istituto dove lavorano Alvaro e Stella. Fin dall'inizio egli sostiene che Alvaro si circonda di storie demoniache perché queste favoriscono le sue tendenze alla falsità e alla mistificazione. Pur concedendo ad Alvaro di essere nato in una famiglia per così dire, anacronistica, il testimone lo ritiene un narcisista malvagio per se stesso.
Tuttavia quest'uomo nutre delle mire sulla signora Stella e si sforza di presentarsi come un candidato al matrimonio con la donna e un futuro padre adottivo per Simone, senza aver avuto riscontro che le sue speranze possano trovare accoglienza. Sarà dunque lui a indagare sui fatti avvenuti nella casa della signora, facendo confessare tutto a Simone. La denuncia partirà da questo anonimo personaggio e Alvaro non fatica a capire come sia stato scoperto.

## Personaggi
- Alvaro Surace: è l'ultimo figlio di una famiglia che lo avrebbe voluto sacerdote; dopo un periodo in seminario, Alvaro trova lavoro in un centro per ragazzi disagiati.
- Antonio e Antonia: sono i genitori di Alvaro, vengono presentati come vittime temporanee di possessioni demoniache.
- Palma, Brigida e Benedetta: sono le tre sorelle maggiori di Alvaro.
- Silvestro: è il marito di Brigida; fa il ragioniere e ha frequentazioni equivoche.
- Sebastiano Caravate: è il compagno di seminario di Alvaro.
- Stella: è la guardarobiera ed economa del centro per ragazzi difficili; subaffitta una stanza ad Alvaro.
- Simone: è il figlio sedicenne della signora Stella e frequenta il centro come semiconvittore.
- Testimone anonimo:è il funzionario del collegio in cui si trovano Stella, Simone e Alvaro; è l'autore di un diario secondario, che si alterna a quello di Alvaro.

## Edizioni
- Michele Prisco, Gli ermellini neri, Milano, Rizzoli, 1975.
- Michele Prisco, Gli ermellini neri, Milano, BUR, 1993.